# Lauterhofen
Lauterhofen – gmina targowa w Niemczech, w kraju związkowym Bawaria, w rejencji Górny Palatynat, w regionie Ratyzbona, w powiecie Neumarkt in der Oberpfalz. Leży w Jurze Frankońskiej, około 15 km na północny wschód od Neumarkt in der Oberpfalz, nad rzeką Lauterach, przy drodze B299.

## Dzielnice
W skład gminy wchodzą następujące dzielnice: 
- Brunn
- Deinschwang
- Engelsberg
- Gebertshofen
- Lauterhofen
- Muttenshofen
- Pettenhofen
- Traunfeld
- Trautmannshofen
- Niesaß

## Polityka
Rada gminy składa się z 16 członków:
- CSU 10 miejsc
- SPD 3 miejsca
- Bezpartyjni 3 miejsca

## Osoby urodzone w Lauterhofen
- Engelbert Niebler – prawnik
- Seyfried Schweppermann - kapitan polowy

## Zabytki i atrakcje
- ratusz, wybudowany w 1593
- Kościół pw. św. Michała (St. Michael)
- Kościół w dzielnicy Trautmannshofen

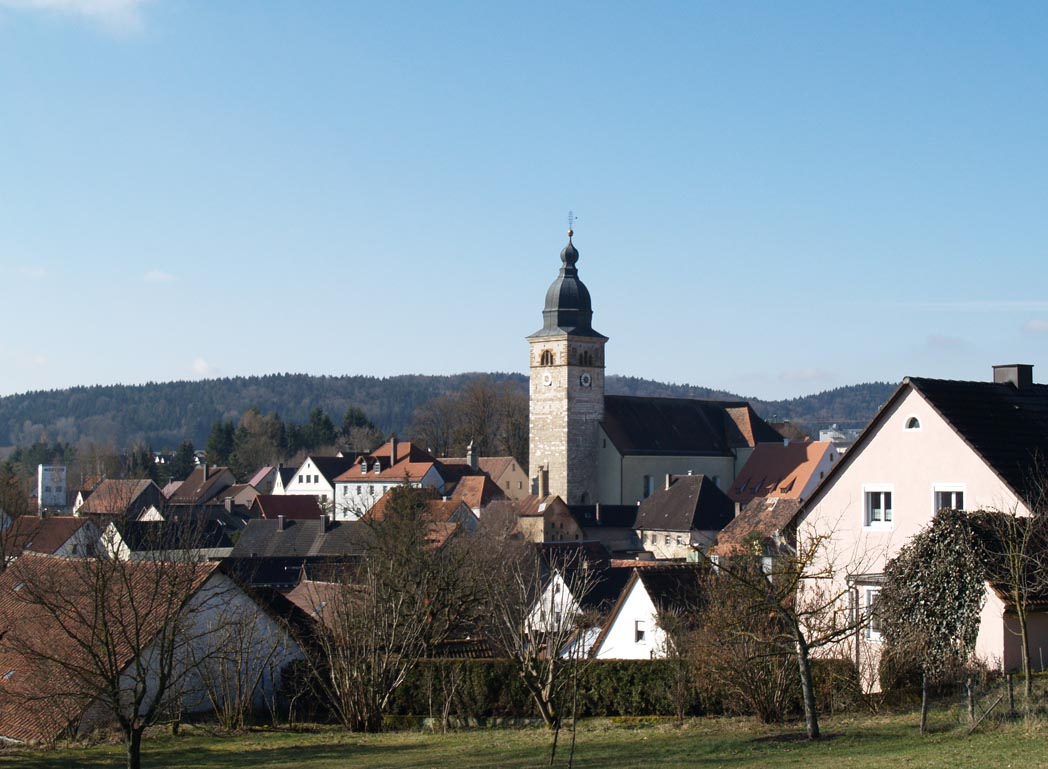
Lauterhofen